# 邪道 (プロレスラー)
邪道（じゃどう、1968年9月28日 - ）は、日本の男性プロレスラー。本名：秋吉 昭二（あきよし しょうじ）。東京都港区出身。新日本プロレス所属。血液型O型。

## 人物
デビューから2022年3月まで「兄弟」こと外道とのタッグチーム（邪道&外道）で活動していた（この間、ユニバーサル・プロレスリング時代に外道がパット・タナカ＆ビジャノ3号と『バッドカンパニー』を結成し、一時敵対したことがある）。外道とのタッグは後記するパニクラ時代も含めて30年以上に渡りほぼ断続的に活動しており、現存するタッグチームでは国内最長であった。過去の参戦団体を見た場合、外道と共にその団体を離脱すると活動停止となることが非常に多い。また、レスラーとしてのキャリアのほとんどをヒールとして活動し、外道と共に過去さまざまなヒールユニットに在籍していた。
新日本プロレスに参戦した当初、外道共々「女性ファンから声援を送られて（FMW時代と比べて）違和感があった」と週刊プロレスのインタビューで答えている。特に邪道は顔立ちが整っていたため、女性ファンから「さん付け」で声援されることが多く今でも女性からの人気が高い。
外道に比べて喋ることは少ない。外道との区別は背の高い方、タトゥーを施しているが方が邪道で、顔が泉谷しげるに似ている事を自他共に認めている。一方入場時に頭にバンダナを巻いて出て来るのが外道である。また嗜好では邪道は酒もいける口で、食べ物の好き嫌いは無い（一方の外道は下戸の上、タマネギアレルギーである）。
安沢明也が引退をするときは送別会で餞別を渡すなど、リングを降りると面倒見のいい兄貴的な先輩としても有名。一方、デビュー当時付き人をしていたザ・グレート・サスケなどイジメ・嫌がらせを受けていた人も多い。
レスリングマスターと言うニックネームには「まだまだ極めていないし、まだそんな顔じゃない（「分不相応」の意）」と困惑している一面もある。
また、モノノフ（ももいろクローバーZのファン）であることも公言しており（有安杏果推し）、コンサートに出演したこともあるが、首の刺青は娘の名前[杏]から来ている。モノノフには、「じゃーりん」とも呼ばれている。とくに近年は同じモノノフであるTAKAみちのく（高城れに推し）とモノノフ抗争を繰り広げたり、これまで黒基調だったコスチュームを緑に変える、ももクロの演出を手がける佐々木敦規とのトークショーを行う、新日本の大会と同日にぶつけられたももクロライブに対して「試合より（ライブの行われている）前橋グリーンドームに参戦する」と放言するなど、"モノノフレスラー"ぶりを遺憾なく発揮している。2016年1月4日の新日本『WRESTLE KINGDOM 10 in 東京ドーム』では「邪道with有安杏果」として時間差バトルロイヤルに出場し優勝を飾った。
風貌からなのか、CMLLのマキシモから狙われている。
現在は選手活動と並行し、新日本の外国人選手のブッキングも担当。BULLET CLUB加入後はタマ・トンガ、タンガ・ロアのタッグチーム「ゲリラズ・オブ・デスティニー」のセコンドとして活動している。また、近年はトレーニングの指導を行っており、BC所属時はチェーズ・オーエンズを、BC追放後はマスター・ワトを指導している。中でもワトに対しては将来性に期待を寄せるような投稿をツイッターで度々行っている。

## 経歴
1988年、たけしプロレス軍団のオーディションに合格してプロレス入り。当初のリングネームは本名の秋吉昭二であった。
デビュー戦は、1989年3月19日オランダ・アムステルダムのエイデンホールにおける、モンキーマジック・ワキタ（現：スペル・デルフィン）戦。同年10月6日、露橋スポーツセンターでのFMW旗揚げ戦で、ベトナム難民出身と言うギミックの覆面レスラー『ボートピープル・ジョー』として試合を行うが、『ボートピープル・ジョー』名義の試合はこれのみで、10月10日、後楽園ホールでの旗揚げ第2戦では本名の秋吉昭二として出場し栗栖正伸と対戦。FMWへの参戦はこの2戦のみで離脱する。
1990年3月、ユニバーサル・プロレスリングの旗揚げに参加。クーリーSZ（しょうじ）のリングネームでブルドッグKT（後の外道）と共に、タッグチーム『パニッシュ&クラッシュ（略称：パニクラ）』を結成。ロード・ウォリアーズのオマージュキャラクターのような出で立ちで活躍。この頃に後記する合体技、スーパーパワーボムを開発し、この技でデルフィンを沈めている。
1991年4月、ブルドッグと共にメキシコ遠征に出発。同年11月に帰国し、UWA&UWFインターコンチネンタルタッグ王座を獲得。
1992年11月、ブルドッグと共にフリーに転向。現在のリングネーム邪道に改名し、再度、メキシコ遠征に出発する。
W☆INGなどのインディー団体を渡り歩き、1994年2月、外道と共にWARに主戦場を移してからは、冬木弘道、外道とともに冬木軍を結成し、メジャー・インディー問わずに暴れまわる。この頃、龍魂継承者決定リーグ戦で優勝を果たしてしまい、全く受け継ぐつもりなどない天龍源一郎の魂を受け継いだ。また、ヘビー級時代（当時110 kg）に、まだ線の細かった高山善廣（当時105 kg）にシングル戦にてラリアットで勝利したことがある。
1997年2月、FMWに再登場してからは、金村やミスター雁之助らと「ブリーフ・ブラザース」というユニットを結成。リング上でコントを演じたりもした。12月には山川竜司&田尻義博組を破りBJW認定タッグ王座を獲得。
1998年1月、山川竜司&田尻義博組に取り返される形でBJW認定タッグ王座から転落。
1999年12月11日、FMW後楽園ホール大会でリッキー・フジ&フライングキッド市原&チョコボール向井組を破り、外道&中川浩二と共にWEW6人タッグ王座を獲得。
2000年4月25日、東京・渋谷ON AIR EASTで冬木弘道&井上京子&チョコボール向井組に敗れ王座転落するも、5月3日、博多スターレーン大会において外道&中川浩二と共にWEW6人タッグ王者に返り咲く。しかし5月28日の後楽園大会でまたしても冬木弘道&井上京子&チョコボール向井組に敗れ王座転落。9月17日にはディファ有明大会でパートナーを外道&中山香里に変更し、3度目の同王座獲得。
2001年1月27日WEW6人タッグ王座を返上。2月、外道、田中将斗、中山らと「コンプリート・プレイヤーズ」を結成し、同月11日に外道、田中とコンプリート・プレイヤーズとしてのトリオで、WEW6人タッグ王座決定戦を冬木弘道&GOEMON&怨霊組と行い、これに勝利。4度目の同王座獲得するも、わずか10日後の2月21日に外道、田中将斗と共にFMWを離脱。再度フリーへと転向し、同王座は空位となった。その後、大日本プロレス、格闘探偵団バトラーツなどのインディー団体を中心に参戦し、同年6月、外道と共に「TEAM 2000」のメンバーとして新日本プロレスに入団。体重を落とし、ジュニアヘビー級にその主戦場を移す。この頃から外道と共にプロレス界には珍しく科学的なトレーニングを取り入れ肉体改造を行い、筋骨隆々な肉体へと変貌を遂げ始める。同年7月20日、獣神サンダー・ライガー&エル・サムライ組を破り、外道と共にIWGPジュニアタッグ王者となった。さらに外道とのタッグは、プロレス大賞の年間最優秀タッグ賞を受賞した。
2002年、IWGPジュニアタッグ王座6度目の防衛を達成し、同王座歴代最多防衛記録を更新するも、同年5月2日、獣神サンダー・ライガー&田中稔組に敗れ、王座転落。
2003年10月13日、東京ドーム大会でタイガーマスクが返上したIWGPジュニアヘビー級王座を賭けて行われた時間差バトルロイヤルで優勝。自身初の国内シングル王座を獲得。さらに11月29日、金本浩二が負傷のため、返上したIWGPジュニアタッグ王座をかけて宮城県スポーツセンター大会で田口隆祐&後藤洋央紀組と対戦。外道と共に同王座2度目の獲得を果たし、12月14日、名古屋レインボーホール大会でヒートに敗れ、IWGPジュニアヘビー級王座を失うまでジュニア二冠王者となった。
2004年3月12日、国立代々木競技場第2体育館においてカレーマン&アメリカン・ドラゴン組に敗れIWGPジュニアタッグ王座も失う。しかし6月5日、大阪府立体育会館大会でのリターン・マッチに勝利し外道と共に3度目のIWGPジュニアタッグ王座を獲得し、ライガーらと「C.T.U」を結成。
2005年3月4日、後楽園ホール大会で金本浩二&井上亘組に敗れ王座転落するも5度の防衛を記録し、またしても長期政権を築いた。
2006年7月8日、ツインメッセ静岡でエル・サムライ&田口隆祐組を破り、外道と共に4度目のIWGPジュニアタッグ王座を獲得。同年には天山広吉に対してトレーニング指導を行った。
2007年5月2日、後楽園ホール大会でディック東郷&TAKAみちのく組に敗れ王座転落。同年7月、C.T.U解散（公式的な解散は8月26日）に伴い、天山率いる「G・B・H」へ加入。天山が追放され真壁刀義が新たなリーダーとして陣頭指揮を取るようになると、それに追随してG・B・Hとして活動を続ける。
2009年4月、矢野通の裏切りによってG・B・Hが空中分解した後は、矢野に追随する形で新ユニット「CHAOS」の一員となる。8月30日、後楽園ホールにて邪道、外道デビュー20周年記念興行を開催。外道と共にメインで登場し、プロレスリング・ノア所属の金丸義信&平柳玄藩組と対戦。クロスフェイス・オブ・JADOで平柳を下し、外道と共に有終の美を飾ったが、全日本プロレス参戦時代にタッグを組んだこともあった金丸との因縁が勃発。10月3日、ノアの大阪府立体育会館大会で金丸&鈴木鼓太郎組が持つ、GHCジュニアタッグ王座に挑戦するも、外道が金丸からフォール負けを喫し、敗戦。12月4日に外道と組んでIWGPジュニアタッグ王座に挑戦する予定だったが、2日の試合で金本のキックを頭に受けた外道が昏倒してK.O負けを喫し、検査の結果脳震盪と診断され、1週間安静と言い渡される。そのためタイトルマッチは中止となってしまった。22日にはスーパーJカップに参戦。1回戦でDDTプロレスリング所属の男色ディーノと初対決。ディーノの男色殺法に付き合わず（あえて付き合わないことでディーノの男色殺法を際立たせるとも見ることができる）逆水平チョップを幾度となく繰り出し、ディーノの胸を真っ赤に腫れ上がらせるも、この日のために用意した（ディーノ談）、ゲイ道クラッチに敗れる。皮肉にも長年のタッグ・パートナーである外道の得意技、外道クラッチの男色バージョンの前に1回戦で敗れ去った邪道は試合後、「執念だな。あいつ（ディーノ）のデヴィットとやりたいっていう執念に負けた。」とコメントを残した。
2010年2月14日、田口隆祐、プリンス・デヴィットの持つIWGPジュニアタッグ王座を賭けたタイトルマッチが組まれていたが、1月31日に行われた試合中にケニー・オメガが放ったラ・ケブラーダをまともに食らい昏倒、レフェリーストップ負けを喫した。試合後も動かない邪道は担架で運ばれ退場し、心配するファンからも声援が飛んだ。後日の検査の結果で頸椎捻挫と診断されシリーズも全戦欠場。タイトルマッチはまたもや流れてしまった。
2011年、大阪で行われたびっくりプロレス第7戦に外道と参戦し、ヤス・ウラノ＆石井慧介と対戦。邪道が石井から勝利をとると、石井が保持していたアイアンマンヘビーメタル級王座も異動となり第857代王座となったが、当日に男色ディーノに敗れ王座を失っている。
2014年1月31日、TAKAみちのくとのプロレスラーモノノフ最強決定戦に挑んだ。同試合は負けたらモノノフ即引退と銘打たれており、試合会場となった新宿FACEにはプロレスファン以外にも多数のモノノフが応援に駆け付け、邪道はももいろクローバーZのライブでは出囃子として使われるovertureを加えたテーマ曲で入場しファンを大いに沸かせた。試合はクロスフェースオブJADOで勝利をおさめたが、敗れたTAKAに「モノノフに引退なんかねえんだよ!」との言葉を放ち紫のタオルを渡した。6月8日の代々木第二体育館大会を最後に腰部脊柱管狭窄症に伴う坐骨神経痛により欠場していたが、12月19日の後楽園ホール大会より復帰した。
2016年1月4日、WRESTLE KINGDOM 10 in 東京ドームの第0試合 1分時間差バトルロイヤル ～ニュージャパンランボー～で優勝。
2022年3月13日、NEW JAPAN CUP尼崎大会でタマ・トンガがEVILに敗れ、ゲリラズ・オブ・デスティニー（タマ・トンガ、タンガ・ロア）と共に邪道もBULETT CLUBを追放される。その後の大会でBCメンバーから襲撃を受けていた際、救出に駆け付けた田口隆祐、マスター・ワト、棚橋弘至の本隊勢と共闘。ただし、本隊の選手とタッグを組むことになっても「邪道」のリングネームを変える事はないと自身のツイッターで表明している。
4月9日、両国国技館大会の第1試合終了後にG.o.Dと共に新日本本隊入りが正式に決定。
2024年11月から12月にかけて行われたWORLD TAG LEAGUEでは、棚橋弘至をタッグパートナーとして参戦した。。

## タイトル歴
新日本プロレス
- 第45代IWGPジュニアヘビー級王座
- 第7代、第11代、第13代、第17代IWGPジュニアタッグ王座（パートナーは外道×4）
- J SPORTS CROWN〜SUPER J TAG LEAGUE〜 優勝（2010年）（パートナーは外道）

プロレスリング・ノア
- 第28代GHCジュニアヘビー級タッグ王座（パートナーは外道）

WAR
- 初代、第3代、第6代、第8代、第10代WAR世界6人タッグ王座（パートナーは冬木弘道、外道×5）
- 第12代インターナショナルジュニアヘビー級タッグ王座（パートナーは外道）

FMW
- 第6代WEWタッグ王座（パートナーは外道）
- 第2代、第6代、第10代、第11代WEW6人タッグ王座 （パートナーは外道、中川浩二×2→外道、中山香里→外道、田中将斗）
- 第4代WEWハードコアタッグ王座（パートナーは外道）
- 第4代、第9代世界ストリートファイト6人タッグ王座（パートナーは冬木弘道、外道→金村ゆきひろ、ミスター雁之助）

ユニバーサル・プロレスリング
- 第4代UWFスーパーミドル級王座
- 初代、第3代UWA&UWFインターコンチネンタルタッグ王座（パートナーは外道×2）

大日本プロレス
- 第3代BJW認定タッグ王座（パートナーは外道）

DDTプロレスリング
- 第857代アイアンマンヘビーメタル級王座

プロレスリングElDorado
- UWA世界6人タッグ王座（パートナーは外道、竹村豪氏）

WWC
- WWCカリビアンヘビー王座

プロレス大賞
- 最優秀タッグチーム賞（2001年）（パートナーは外道）

## 得意技
外道に比べ、あまり細かなテクニックを感じさせるような動きは見せず、邪道は鍛え上げられた細身の身体ながら直線的でオーソドックスなパワーファイトを展開する。近年では、リック・フレアーのフェイス・ファースト・バンプや古典的アメリカンプロレスに代表されるタイツを下げられて臀部を露わにするなどのやられ技も見せており、クリス・ベノワやランディ・オートンから影響を受けた技を多数使用することもある。
クロスフェイス・オブ・JADO
いわゆるクロスフェイス。邪道の場合は、自身の右手首を左手で固定して締め上げる。
クリス・ベノワのクロス・フェイスや永田裕志のナガタロックIIとは若干形が異なるが、邪道はSアリーナに出演した際、ナガタロックIIとの違いをFAXでファンから質問を受け、「一緒だよ、バカヤローッ!」と一蹴している。
ウエスタン・ファミリアット
邪道の使用するラリアットの名称。「ブレーキの壊れたファミリア」という意味が込められている。
逆水平チョップ
邪道が試合を展開する上で基本となる技。激しい炸裂音を鳴らすこともしばしば。リック・フレアーのオマージュでチョップの直後に「Woooo!」と叫ぶのが特徴で、会場からもチャントが起こる。
ビューティフルパントキック
相手を倒した後起き上がるのを待ち構え、四つん這いの体勢になった相手に助走をつけて近づきながら振り上げた足の甲で相手の腹部を蹴り上げる。ランディ・オートンの得意技を邪道流にアレンジしたものである。
雪崩式ブレーンバスター
トップロープ上から放つことが多い。
グリーンキラー（ハングマンDDT）
エプロンから戻ろうとする相手をフロントネックロックで捉えて引き込み、セカンドロープに足を掛けさせた状態でフェイス・バスター気味に放つDDT。アメリカンプロレスでは比較的メジャーな技であるが、現在ではランディ・オートンの得意技として認知されている。2013年11月頃から「グリーンキラー」という名称に変更し、邪道のフィニッシャーとして使用している。
ロコモーション・ジャーマン・スープレックス
持ち上げて背中から落とすように連発してホールドしない。3連発が多いが3発目で切り返されることもしばしば。生前、クリス・ベノワがアメリカで得意としたフォームと同型。
オリンピック・スラム
最近ではほぼ見られなくなったかつての得意技。
パワーボム
これも最近ではあまり使用しないが、過去に高速で叩き付けるパワーボムを使用していた時期があった。こちらも生前、クリス・ベノワが得意としたワイルド・ボムのフォームと同型。
邪道ボム
クロスアーム式シットダウン・パワーボム。みちのくドライバーIと同型。こちらもかつて使用していたが、近年では全く使用しない。
合体技
スーパーパワーボム
パートナー（主に外道）がブレーンバスターで持ち上げ、コーナー上にいる邪道がそれをキャッチしてのアシストつきパワーボム。邪道・外道の唯一の合体攻撃技である。（本人談）
竹刀攻撃
BULLET CLUB加入後よりセコンドとして参戦時使用する竹刀を使用した攻撃。自身がセコンドを務めるゲリラズ・オブ・デスティニーが不利になった場面で使われており、竹刀で流れを変える事が多い。
その他
時間差ダウン
技ではないものの、邪道の定番のムーブのひとつ。相手の攻撃を受けて一間おいてから倒れる。時間差ダウンとみせかけて耐える、耐えるとみせかけて倒れるなどバリエーションも増えている。

## リングネーム
現在、過去に用いたことがあるリングネーム
- 邪道（現在も使用中）
- クーリーSZ
- ボートピープル・ジョー
- 秋吉昭二

## 入場テーマ曲
- Sharp Dressed Man / ZZ Top
- Whassup Dawg?
- Caboose / Sugar Ray

## テレビ出演
- 99.9-刑事専門弁護士- 第9話（2016年6月12日、TBS） - 「いとこんち」の客役